# Oedematella czernyi
Oedematella czernyi är en tvåvingeart som beskrevs av Friedrich Georg Hendel 1911. Oedematella czernyi ingår i släktet Oedematella och familjen Richardiidae.
Artens utbredningsområde är Peru. Inga underarter finns listade i Catalogue of Life.